# ريكاردو كاردونا
ريكاردو كاردونا (بالإسبانية: Ricardo Cardona)‏ (9 نوفمبر 1952 في كولومبيا - 11 أكتوبر 2015 ببارانكيا في كولومبيا) هو ملاكم كولومبي.

## إحصائيات
خاض خلال مسيرته 37 نزالا، فاز في 26 وتعادل في 1 وخسر في 10. فاز بالضربة القاضية في 13 نزالا.

## روابط خارجية
- ريكاردو كاردونا على موقع بوكس ريك (الإنجليزية) (registration required)